# Трогенербан
Трогенербан (нім. Trogenerbahn) — одноколійна трамвайна лінія у Швейцарії, кантон Санкт-Галлен (St. Gallen), що сполучає міста Санкт-Галлен, Шпайхер та Троген. Почала роботу 10 липня 1903 року. Має 13 станцій, загальна протяжність дороги — 9,85 км. На 2010-і є складовою міської електрички Санкт-Галлена під номером S21.
Лінія була відкрита в 1903 році і була побудована як інтерурбан. 
З градієнтом 7,6%, це найкрутіша вузькоколійна залізниця у Швейцарії
.
Лінія належить і управляється компанією Appenzeller Bahnen, яка також керує кількома іншими залізничними лініями в двох кантонах Аппенцелль. 

Функціонує як частина залізниці Аппенцелль-Ст. Галлен-Троген з 6 жовтня 2018 року. 

## Історія

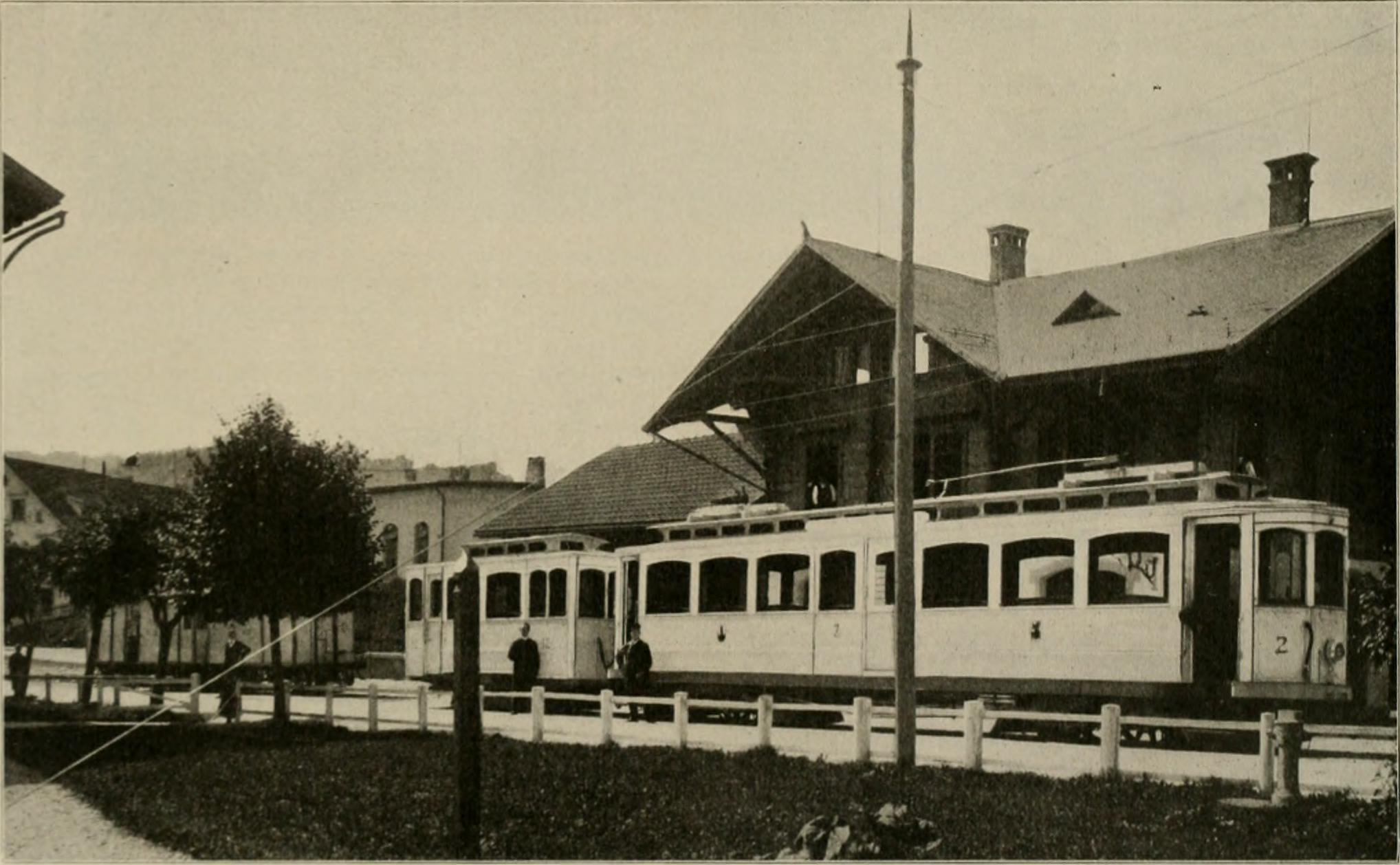
Поїзд на Трогенербані в Шпайхері незабаром після відкриття лінії

Трогенербан було відкрито 10 липня 1903 року. 
Спочатку лінія була електрифікована 750 вольт постійного струму. 
Напругу було збільшено до 900 вольт в 1921 році і, нарешті, до 1000 вольт в 1928 році 
. 
У місті Санкт-Галлен потяги курсували трамвайними коліями, трамвай Санкт-Галлену був закритий в 1957 році. 
Через перехрестя з міськими тролейбусами напруга контактного проводу все ще становить лише 600 вольт .

## Маршрут
Лінія починається на залізничній станції Санкт-Галлен, де вона спільна, але не зубчаста, із залізничною лінією «Ст-Галлен — Гаїс — Аппенцелль», яка також належить і керується компанією «Appenzell Railways». 
Після виходу з цієї платформи Трогенербан прямує від будівлі вокзалу подвійною колією вулицями міста близько 1,75 км, поділяючи свій маршрут на більшій частині шляху з маршрутами міської тролейбусної системи, яка замінила міський трамвай. 
На цій дистанції є три проміжні зупинки:  Марктплац, Шпизертор та Шюлераус. 
Незабаром після останньої зупинки колія перетворюється на одноколійну і прямує вздовж дороги на Троген до кінцевої точки, хоча з кількома роз'їздами. 

Спочатку колія пролягає на північній стороні дороги, проходячи через зупинки Бірнбоймен, Ноткерзегг, Шварцер-Берен і Ранк. 
Після останньої зупинки відкривається краєвидвид на північ та Боденське озеро. 
Наступна зупинка – Фегелінзегг, після якої лінія перетинає дорогу на залізничному переїзді, потім є зупинки в Шютценгартені і Шпайгері, де розташоване депо лінії. 
Подальші зупинки в Бендлен і Гфельд передують кінцевій зупинці в Трогені.

Лінія має довжину 9,8 км, ширина колії 1000 мм і максимальним градієнтом 7,6%, і електрифікується за допомогою повітряної лінії живлення. 
На дистанції вуличної колії у місті Санкт-Галлен, де повітряна лінія залізниці спільна з лінією міських тролейбусів, залізниця використовує те ж джерело 600 В постійного струму, що й тролейбуси. 
Раніше використовувалося джерело живлення 1000 В постійного струму. 
 
З моменту відкриття міжміської лінії Ст Галлена 6 жовтня 2018 року дистанція лінії, яка була електрифікована на 1000 В постійного струму, була електрифікована на 1500 В постійного струму.